# Tumó István
Tumó István (Étienne Tumó; Fajsz, 1939. március 23. –) író és festőművész, a magyar kultúra franciaországi terjesztője.

## Életútja
Tanulmányait Baján, majd Budapesten végezte. 1956-ban részt vett a forradalomban Budapesten, majd annak bukása után Franciaországban telepedett le. A rendszerváltást követően öt könyve jelent meg magyar nyelven.
Több európai országban voltak kiállításai, Budapesten 1995-ben, 1998-ban, 2003-ban a Stefánia palotában, majd 2009-ben a Magyarok házában, 2011-ben Baján.
Testvérvárosi kapcsolatot hozott létre Baja és a normandiai Argentan városok között, szülőfaluja Fajsz és a franciaországi Trun város között. A magyar-francia baráti társaság vezetőségének tagja, a normadiai írószövetség tagja. Argentan és Orne megye művészeti akadémiájának elnöke. Baja, Fajsz és Trun díszpolgára.

## Művei
- Nehéz idők '45-től '56-ig (1991)[5]
- Egy asszony kálváriája; Hírlapkiadó Vállalat, Bp., s.a. (franciául is: Le calvaire d'une femme)
- A gemenci erdő titka. Regény; Házinyomda, Kecskemét, 1995
- Arccal az ég felé. Regény; s.n., s.l., 1996
- Le calvaire d'une femme. Roman; franciára ford. Nicole Guerin; Tumo István, s.l., 2007
- Trafic d'âmes (Lélekkereskedelem; a normadiai parasztok életéről); Tumó István, s.l., 2007
- Gyerekkorom víg napjai vagyis A szülők sem nevetnek mindig; Baja, Tumó István, 2012
- ‘‘Humor és szerelem ; Tumó István, Budapest, 2018